# Galeas

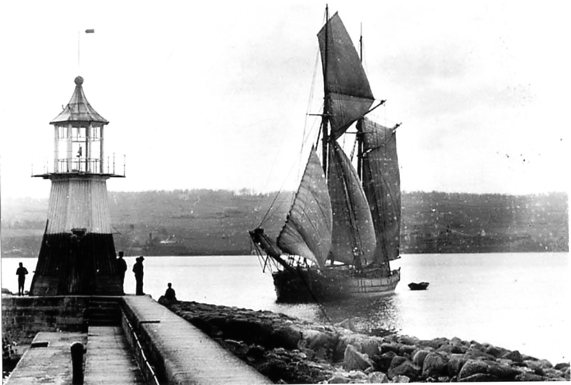
Galeasen Aktiv vid hamnpiren i Jönköpings hamn, 1890-tal

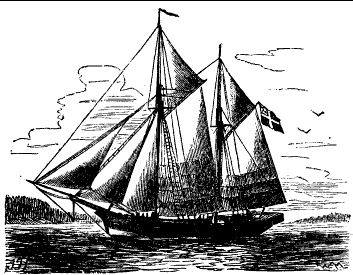
Galeas av 1800-talstyp.

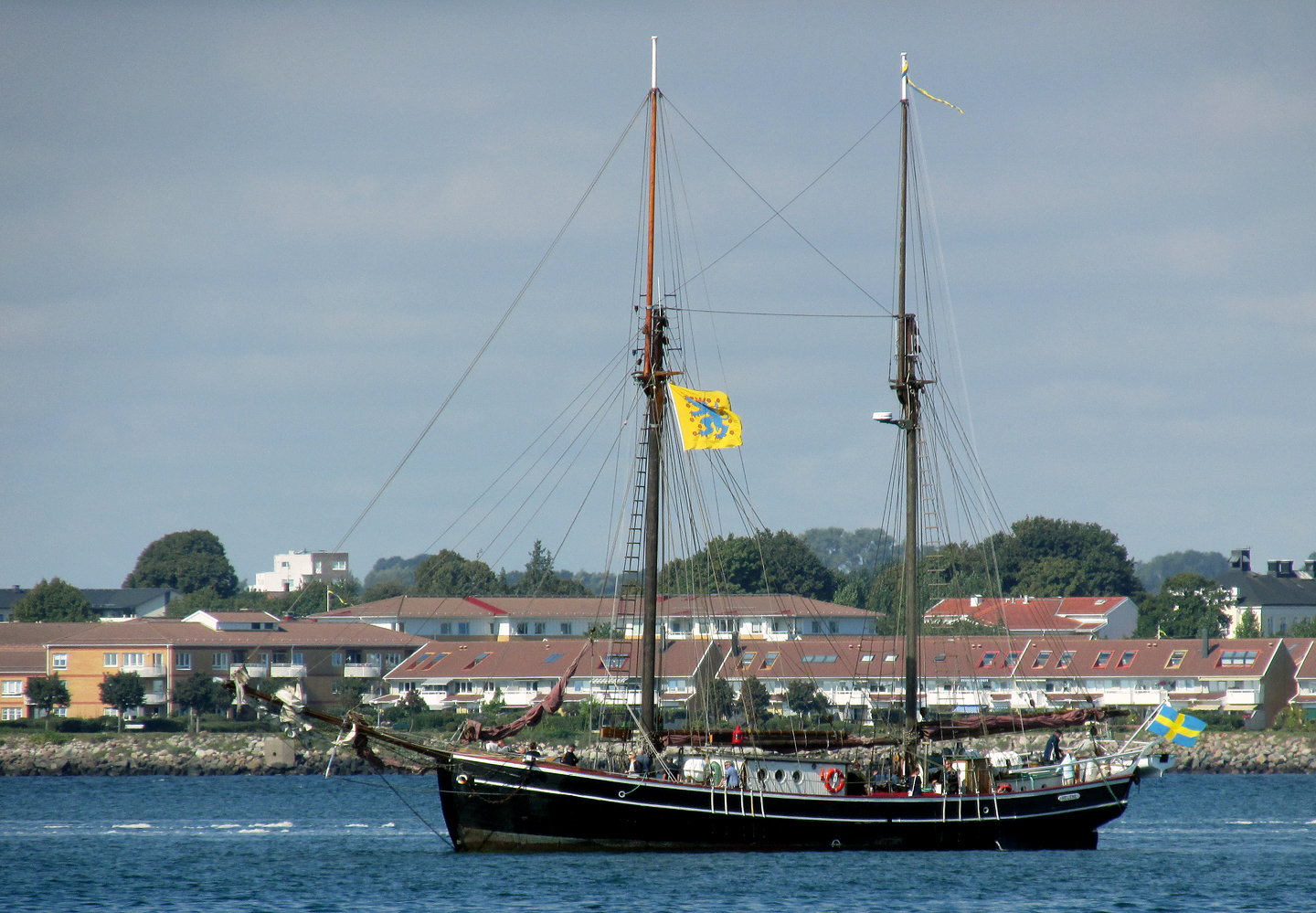
Galeasen Helene af Ystad 2016.

En galeas är en skuta av viss typ, vanligen med ketchrigg, mycket vanlig i Norden fram till andra världskriget. Galeaser användes främst på Östersjön, längs Sveriges kuster och på svenska insjöar samt längs den tysk-holländska Nordsjökusten.

## Historia
Ursprungligen avsåg ordet en större galär, men sedan mitten av 1800-talet har man i Norden med galeas avsett den vanligaste typen av skutor, snedsegelriggad med två master, den förliga stormast och den akterliga mesanmast. Åländska galeaser har trots sitt namn lika lång eller något längre aktre mast, något som annars gäller skonerter. På bägge master brukar föras gaffelsegel, toppsegel och förr eventuellt ett par råsegel i toppen av stormasten, numera bara en salning. I fören har den för det mesta ett rätt långt bogspröt, där det är fästat ett eller två förstag, där man för klyvare. Innerst, från däck går ytterligare ett stag upp till salningen, där focken förs. I aktern finns vanligen en rätt rymlig kajuta, och på 1900-talet en styrhytt för rorsman vid ratten, och skepparens sjökort. Under de närmaste förra århundradena seglade hundratals, kanske tusentals, små fartyg av den typen runt Östersjön och Nordsjön kors och tvärs, och på de större insjöarna, med förnödenheter, den så kallade bondeseglationen. Ännu långt in på senare halvan av 1900-talet fraktade många familje- och partrederier sand, ved och grus från landsortshamnar till de större städerna med galeaser. Skepparna var för övrigt vanligtvis så erfarna att några sjökort egentligen sällan behövdes. 
I dag finns det många traditionsföreningar som samlar entusiaster för bevarande av de gamla klenoder som ännu finns kvar, och de flesta är endera i privat ägo eller seglar turister på charter. Några repliker av legendariska fartyg har också byggts sedan 1990-talet. Bland annat byggdes i Mariehamn galeasen Albanus efter gammal förebild, och många unga båtbyggare har fått lära sig det gamla hantverket av några veteraner som ännu funnits kvar att ge vägledning.

## Galeaser byggda efter gammal förebild
- Albanus av Mariehamn, replik av galeas från 1904
- Jacobstads Wapen av Jakobstad, byggd enligt ritningar av af Chapman från 1755; replik av galeas från 1700-talet